# حسین علی الساعدی
حسین علی الساعدی (زادهٔ ۲۹ نوامبر ۱۹۹۶) بازیکن فوتبال اهل عراق است که در پست هافبک برای باشگاه ورزشی الزورا بازی می‌کند.
وی همچنین در تیم‌های ملی فوتبال زیر ۲۳ سال عراق و  تیم اصلی عراق بازی کرده‌است و در جام ملت‌های آسیا ۲۰۱۹ حضور داشته‌است.